# Enköpingsåsen
Enköpingsåsen är en rullstensås som sträcker sig från söder om Mälaren via Enköping och Heby varifrån den kallas Dalkarlsåsen till Tärnsjö, där den delar sig i två grenar.
Den västra grenen, kallad Österfärneboåsen m.m., sträcker sig via Östahalvön över Dalälven till Ön i Österfärnebo vidare mot Sandviken, Ockelbo och norrut. Den östra grenen, kallad Hedesundaåsen, Valboåsen, Gävleåsen, Sätraåsen m.m., går över Dalälven och den milslånga Ön i Hedesunda till Valbo socken och Gävle där den viker av norrut mot Hamrånge socken och Hälsingland.
I Valbo används åsen som huvudvattentäkt för Gävle kommun p.g.a. att Gavleån där ligger högre än Valboslätten vilket gör att vattnet rinner genom åsen. Enköpingsåsen har i alla tider använts som väg. I dag följer riksväg 56 samt länsvägarna 254 och 272 åsen.